# Atena Lemnia

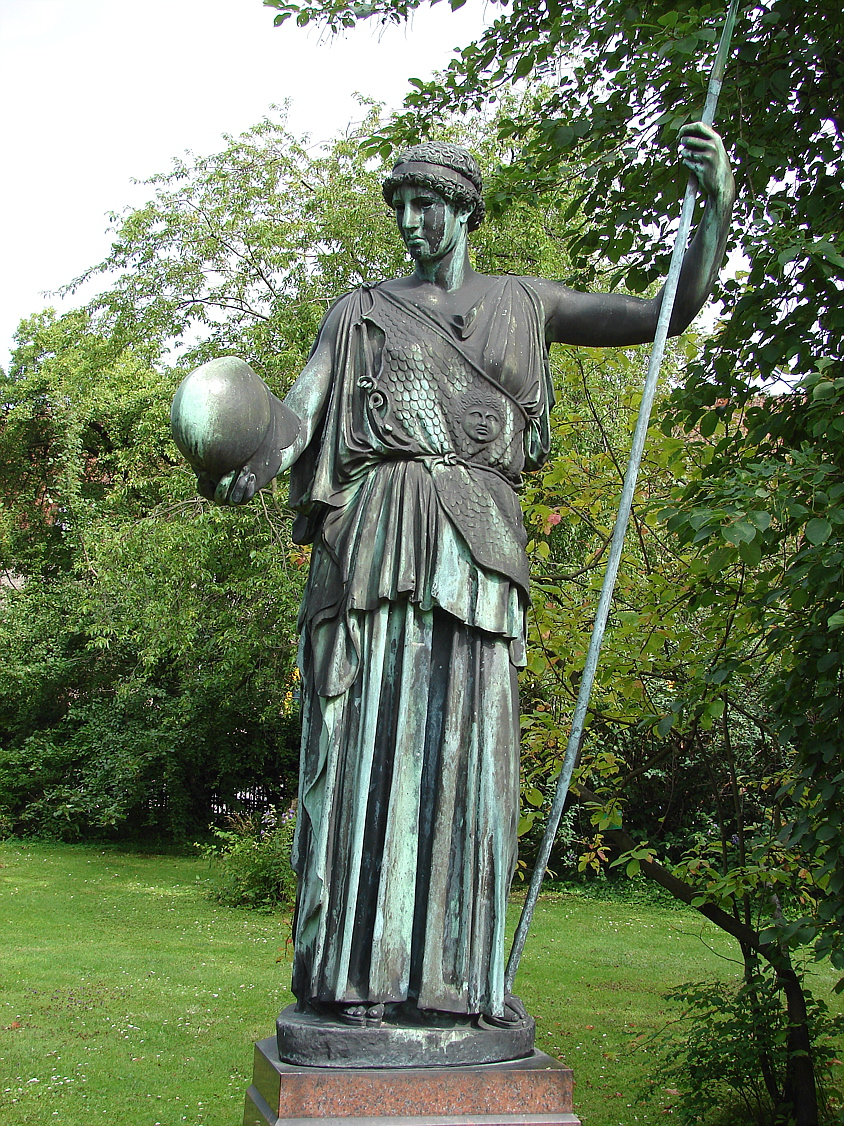
Rekonstrukcja rzeźby znajdująca się w ogrodzie botanicznym w Kopenhadze

Atena Lemnia – brązowy posąg przedstawiający boginię Atenę dłuta Fidiasza.
Rzeźba, stojąca na ateńskim Akropolu, została wykonana ok. 450 roku p.n.e. na zamówienie mieszkańców wyspy Lemnos. Znana jest ze wzmianek autorów antycznych: Pauzaniasza, Pliniusza Starszego, Lukiana, Eliusza Arystydesa i Himeriosa. Przedstawiała boginię odzianą w peplos, z egidą, lewą ręką wspartą o włócznię i spoglądającą na trzymany w prawej dłoni hełm. Pomnik nie zachował się do czasów współczesnych, pozostała po nim jedynie baza w pobliżu Propylejów.
Pod koniec XIX wieku Adolf Furtwängler zaproponował rekonstrukcję rzeźby, wykonaną w oparciu o fragmentarycznie zachowane kopie: tors z Albertinum w Dreźnie i głowę znajdującą się w Museo Civico w Bolonii. Wizja Furtwänglera spotkała się jednak z krytyką, kwestionowano jej dokładność.